# Errors de tipus I i de tipus II

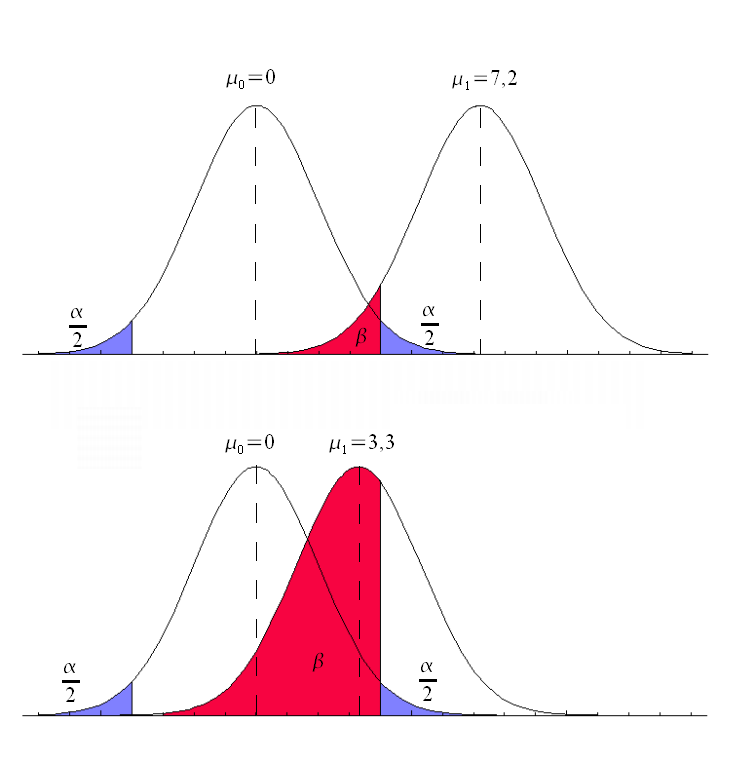
Representació dels valors possibles de la probabilitat d'un error tipus II (vermell) en l'exemple d'un test de significació estadística per al paràmetre μ. L'error tipus II depèn del paràmetre μ. Mentre més a prop es trobi aquest del valor suposat sota la hipòtesi nul·la, major és la probabilitat d'ocurrència de l'error tipus II. A causa que el veritable valor de μ és desconegut en fer la presumpció de la hipòtesi alternativa, la probabilitat de l'error tipus II, en contrast amb l'error tipus I (blau), no es pot calcular.

En els estudis d'investigació en intentar acceptar o rebutjar la hipòtesi nul·la (Ho) es poden cometre dos tipus d'errors:

## Error de tipus I
L'error de tipus I també anomenat error de tipus alfa (α) o fals positiu, és l'error que es comet quan l'investigador no accepta la hipòtesi nul·la sent aquesta veritable en la població. És equivalent a trobar un resultat fals positiu, perquè l'investigador arriba a la conclusió que hi ha una diferència entre les hipòtesis quan en realitat no existeix. Es relaciona amb el nivell de significança estadística.
La hipòtesi de la qual es parteix H0 aquí és el cas que la situació experimental presentaria un «estat normal». Si no s'adverteix aquest «estat normal», encara que en realitat existeix, es tracta d'un error estadístic tipus I. Alguns exemples per a l'error tipus I serien: 
- Es considera que el pacient està malalt, tot i que en realitat està sa; hipòtesi nul·la: El pacient està sa.

- Es declara culpable l'acusat, tot i que en realitat és innocent; hipòtesi nul·la: L'acusat és innocent.

- No es permet l'ingrés d'una persona, tot i que té dret a ingressar, hipòtesi nul·la: La persona té dret a ingressar.

## Error de tipus II
L'error de tipus II, també anomenat error de tipus beta (β) (β és la probabilitat que existeixi aquest error) o fals negatiu, es comet quan l'investigador no rebutja la hipòtesi nul·la sent aquesta falsa en la població. És equivalent a la probabilitat d'un resultat fals negatiu, ja que l'investigador arriba a la conclusió que ha estat incapaç de trobar una diferència que existeix en la realitat.
S'accepta en un estudi que el valor de l'error beta estigui entre el 5 i el 20%.
Contràriament a l'error tipus I, en la majoria dels casos no és possible calcular la probabilitat de l'error tipus II. La raó d'això es troba en la manera com es formulen les hipòtesis en una prova estadística. Mentre que la hipòtesi nul·la representa sempre una afirmació enèrgica (com per exemple H0: «Mitjana μ = 0») la hipòtesi alternativa, pel fet que engloba totes les altres possibilitats, és generalment de naturalesa global (per exemple H1: «Mitjana μ ≠ 0»).
El poder o potència de l'estudi representa la probabilitat d'observar en la mostra una determinada diferència o efecte, si existeix en la població. És el complementari de l'error de tipus II (1-β).

## Errors en el contrast
Una vegada realitzat el contrast d'hipòtesi, s'haurà optat per una de les dues hipòtesis, la hipòtesi nul·la o base {\displaystyle H_{0}\,} o la hipòtesi alternativa {\displaystyle H_{1}\,}, i la decisió escollida coincidirà o no amb la qual en realitat és certa. Es poden donar els quatre casos que s'exposen en el següent quadre:
|                                       | {\displaystyle H_{0}\,} és certa    | {\displaystyle H_{1}\,} és certa     |
| ------------------------------------- | ----------------------------------- | ------------------------------------ |
| S'ha escollit {\displaystyle H_{0}\,} | No hi ha error (veritable positiu)  | Error de tipus II (β o fals negatiu) |
| S'ha escollit {\displaystyle H_{1}\,} | Error de tipus I (α o fals positiu) | No hi ha error (veritable negatiu)   |

Si la probabilitat de cometre un error de tipus I està unívocament determinada, el seu valor se sol denotar per la lletra grega α, i en les mateixes condicions, es denota per β la probabilitat de cometre l'error de tipus II, això és:

{\displaystyle {\begin{matrix}P({\mbox{escollir }}H_{1}|H_{0}{\mbox{ és certa}})=\alpha \\P({\mbox{escollir }}H_{0}|H_{1}{\mbox{ és certa}})=\beta \end{matrix}}}

En aquest cas, es denomina Potència del contrast al valor 1-β, això és, a la probabilitat d'escollir {\displaystyle H_{1}\,} quan aquesta és certa

{\displaystyle P({\mbox{escollir }}H_{1}|H_{1}{\mbox{ és certa}})=1-\beta \,}.

Quan és necessari dissenyar un contrast d'hipòtesi, seria desitjable fer-ho de tal manera que les probabilitats de tots dos tipus d'error anessin tan petites com fos possible. No obstant això, amb una mostra de grandària prefixada, disminuir la probabilitat de l'error de tipus I, α, condueix a incrementar la probabilitat de l'error de tipus II, β.
Usualment, es dissenyen els contrasts de tal manera que la probabilitat α sigui el 5% (0,05), encara que de vegades s'usen el 10% (0,1) o 1% (0,01) per adoptar condicions més relaxades o més estrictes. El recurs per augmentar la potència del contrast, això és, disminuir β, probabilitat d'error de tipus II, és augmentar el grandària mostral, la qual cosa en la pràctica comporta un increment dels costos de l'estudi que es vol realitzar.